# Paul Jansen
Paul Jansen (Zutphen, 19 augustus 1967) is een journalist werkzaam voor het Telegraaf-mediaconcern.  Van 1 september 2015 tot 1 juni 2023 was hij hoofdredacteur als opvolger van Sjuul Paradijs. Sindsdien is hij correspondent in de Verenigde Staten.

## Opleiding en carrière
Jansen heeft politicologie en rechten gestudeerd aan de Universiteit van Amsterdam. Na een postdoctorale opleiding journalistiek trad hij midden jaren 90 in dienst van De Telegraaf. Hij was daar achtereenvolgens actief op de buitenlandredactie en vervolgens voor De Financiële Telegraaf. Tussen 2002 en 2006 was Jansen uitgezonden als correspondent in Indonesië. Na zijn terugkeer in 2006 was hij verbonden aan de parlementaire redactie, waar hij in 2007 zijn mentor Kees Lunshof opvolgde als chef van de parlementaire redactie.  
In 2010 werd hij door collega's de "invloedrijkste" en "best ingevoerde 'duider' van het Binnenhof" geacht.
In het seizoen 2013-2014 was hij presentator van het televisieprogramma WNL op Zondag. Ook is hij de vaste politiek commentator bij Vandaag de dag en regelmatig gast bij talkshows als Pauw en Jinek. 
Sinds 2020 heeft hij een podcast genaamd In gesprek met Paul Jansen, gepresenteerd door Wilson Boldewijn.
Na zijn terugtreding als hoofdredacteur in de zomer van 2023 werd hij correspondent in de Verenigde Staten namens De Telegraaf.

## Persoonlijk
Jansen woont tegenwoordig in Leiden en heeft vijf kinderen. Journalistentijdschrift Villamedia meldde dat hij een relatie had met zijn beoogd opvolgster als hoofdredacteur bij De Telegraaf, Esther Wemmers.